# Stichting Ingka Foundation
Stichting Ingka Foundation er en nederlandsk registreret privatejet fond. Den blev etableret i 1982 af Ingvar Kamprad, som grundlagde IKEA-koncernen og hans forretningspartner Linnea Walsh. Ingka er blandt verdens største almennyttige organisationer.